# 上海市泥城中学
上海市泥城中学是位於中華人民共和國上海市浦東新區泥城鎮的一所完全中學。

## 歷史
1948年乡绅孙小圃、孙秉衡等出资创办了一个初中班。不久改成南匯县立泥城乡村师范学校。1949年秋學校搬遷。1951年7月又改成惠南初级中学泥城分部。1952年，改名为私立南汇县泥城初级中学。1956年秋，改为公办學校，校名改为南汇县泥城初级中学。1958年，增设高中。1959年秋，高中部并入南汇中学。1966年秋至1967年，学校因文化大革命基本上处于停课状态。
1968年，又招收高中班。1971年，泥城初级中学、泥城公社中心小学合并。1978年，泥城初级中学、泥城公社中心小学又分设，泥城初级中学更名为南汇县泥城中学，横港初级中学成为泥城中学分校。2009年11月更名為上海市泥城中学。
中共上海市委副书记陈至立、上海市副市长谢丽娟、断指再植专家陈中伟曾來過泥城中學視察和講學。